# Ikalesken
Ikalesken, Ikalensken o Ikales es un topónimo ibérico que sólo aparece en leyendas monetales en escritura ibérica meridional. Aunque no hay ninguna prueba positiva, se ha señalado la posible relación entre Ikalesken y la Egelesta citada por Plinio el Viejo (Naturalis Historia III, 25 y 31, 80) y Estrabón (Geografía III, 4, 9).

## Toponimia
Se desconoce el significado de la palabra, pero el sufijo ibérico -sken ha permitido valorarla tanto como un nombre de los habitantes de una ciudad como el de un conjunto de población con un hábitat disperso.

## Localización
Aunque se desconoce su localización precisa, existen diversas propuestas apoyadas en criterios epigráficos, filológicos, de homofonía, o en la dispersión de las monedas. A. Delgado observó que los hallazgos de las monedas de bronce eran mucho más frecuentes en las provincias de Murcia, Alicante y Valencia y propuso localizarla en Campello (Alicante). J. Zóbel mantuvo la ubicación en Acci. M. Gómez Moreno la situó en la Bastetania y se inclinó por la posibilidad de Cartagena. A. Beltrán la ubicó en las proximidades de Urkesken y F. Mateu y Llopis propuso Alicante. Pero en los últimos años, y debido a un mayor conocimiento y documentación de hallazgos monetarios, se puede afirmar con bastante seguridad que no se trata de una ceca localizada en territorio valenciano, sino entre los ríos Júcar y Cabriel (Cuenca), posiblemente en Iniesta.

## Hallazgos monetarios
Ikalesken acuñó monedas de plata, denarios, con un peso medio de 3,60-3,80 gramos. Mostraban en anverso una cabeza masculina, mirando a derecha, y un jinete, con escudo redondo, conduciendo un segundo caballo. De su presencia en algunos tesoros se deduce que hacia los años 115-114 a. C. ya se habían acuñado los dos tercios de todos los denarios, por lo que la fecha de inicio de las emisiones de plata habría que situarla en las últimas décadas de la primera mitad del siglo II a. C. o hacia mediados de ese mismo siglo, y se dejaron de emitir, probablemente, después de la guerra de Sertorio. 
También acuñó diversas emisiones de bronce, alguna de ellas en combinación con las de plata, según se desprende de la variedad de símbolos que acompañan a los diseños, y que sirven para distinguirlas. Los valores fabricados fueron más variados que en la plata, pues se conocen unidades, mitades y cuartos; todos ellos mostraron en anverso una cabeza masculina, mirando a derecha o a izquierda, y en reverso un jinete conduciendo un segundo caballo, un caballo y un jabalí, según las diversas denominaciones. Las fechas en las que se emitieron las monedas de bronce son todavía inciertas, aunque para todas ellas se puede aventurar un marco comprendido entre los años 150 a. C.-50 a. C.